# Hans Vonk (Dirigent)
Hans Vonk (* 18. Juni 1942 in Amsterdam; † 29. August 2004 ebenda) war ein niederländischer Dirigent.

## Leben und Wirken
Hans Vonk studierte am Amsterdamer Konservatorium Klavier und Orchesterdirigieren. Anschließend besuchte er Kurse bei Hermann Scherchen in Siena, Salzburg und Hilversum. Von 1966 bis 1969 war er Dirigent beim Niederländischen Nationalballett, bis ihn Bernard Haitink als Assistenten für die Zeit von 1969 bis 1973 an das Concertgebouw holte. 1976 übernahm Vonk das Radio Filharmonisch Orkest in Hilversum als ständiger Dirigent, von 1978 bis 1979 als Chefdirigent. Ab 1976 war er gleichzeitig Musikdirektor der Niederländischen Oper und stellvertretender Leiter des Royal Philharmonic Orchestra. 1980 übernahm er das Residenz-Orchester in Den Haag. Von 1985 bis 1990 war er Chefdirigent der Dresdner Staatskapelle und der Dresdner Semperoper. Von 1991 bis 1997 arbeitete Vonk als Chefdirigent des WDR Sinfonieorchesters. Vonk war in seiner vorletzten beruflichen Station Musikdirektor und Dirigent des Saint Louis Symphony Orchestra. Diese Stelle gab er 2002 nach rund sechs Jahren wegen gesundheitlicher Probleme auf. Vonk litt an Amyotropher Lateralsklerose (ALS).
Seine Karriere beendete Hans Vonk als Chefdirigent des damaligen Radio-Symfonie Orkest in Hilversum (2003–2004).